# Lophocampa alsus
Lophocampa alsus är en fjärilsart som beskrevs av Pieter Cramer 1775. Lophocampa alsus ingår i släktet Lophocampa och familjen björnspinnare. Inga underarter finns listade i Catalogue of Life.

## Bildgalleri

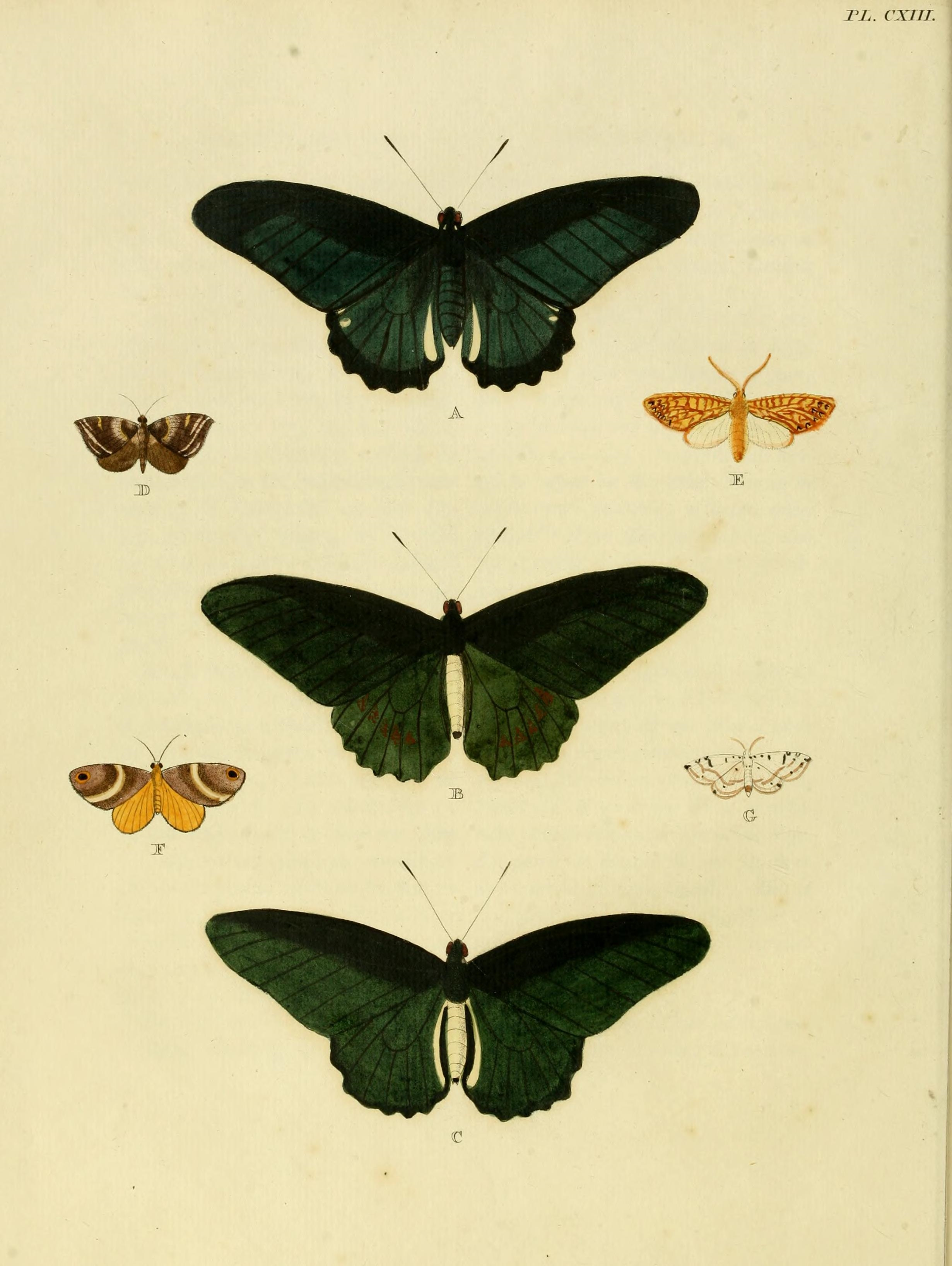
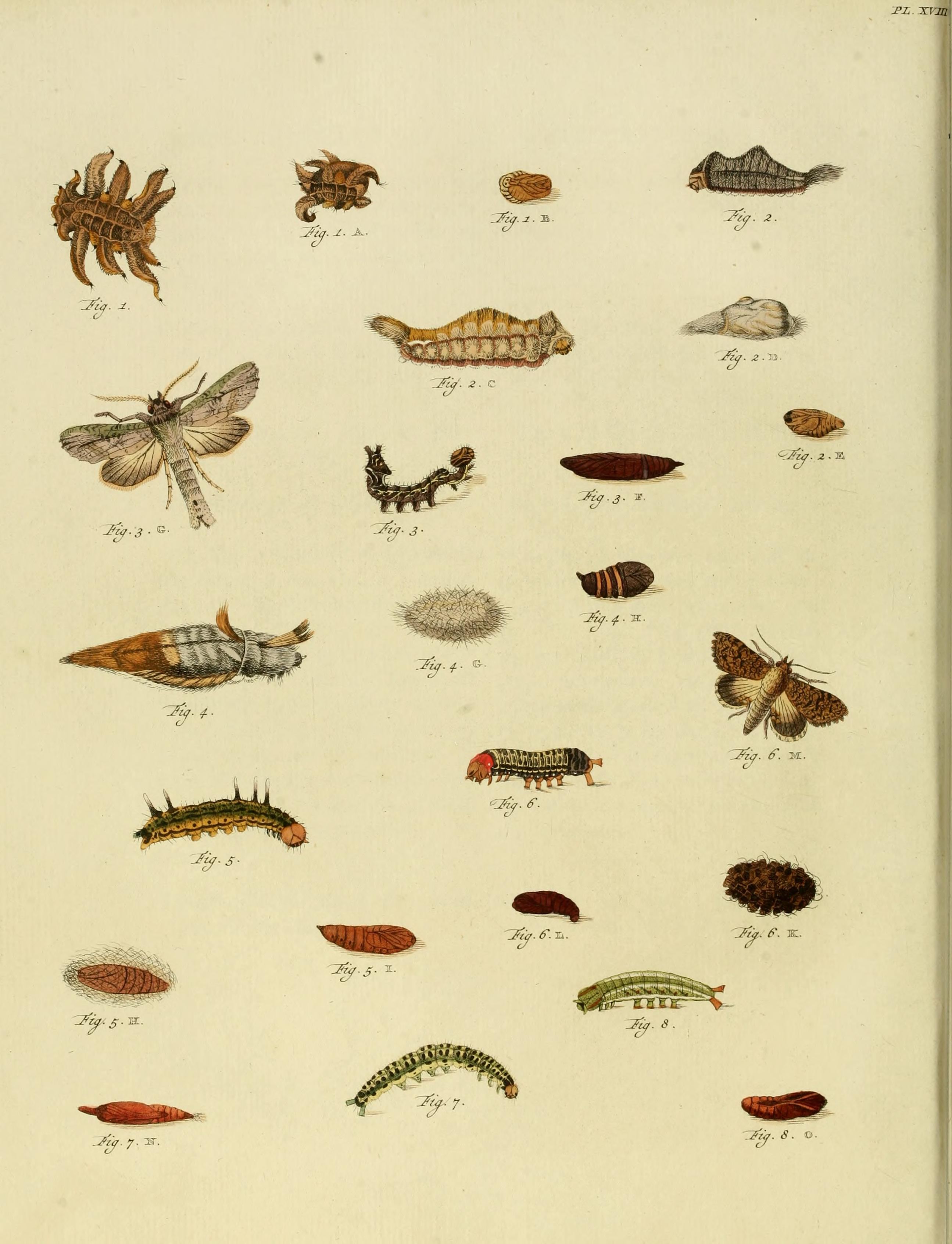